# Orthodontopsis lignicola
Orthodontopsis lignicola là một loài Rêu trong họ Bryaceae. Loài này được (Broth.) Ignatov & B.C. Tan mô tả khoa học đầu tiên năm 2006.